# رقعة ويتمان
إن رقعة ويتمان (Wittmann Patch) هي مِثقب صناعي يستخدم كبذلة لفافية بطنية مؤقتة في الحالات التي يتعذر فيها غلق المعدة بسبب متلازمة المقصورة البطنية أو نتيجة التخطيط لإجراء العديد من الجراحات الأخرى (الإصلاح البطني المرحلي). وتتكون الرقعة من صنارة معقمة وصفيحة عروة معقمة مصنوعة من البروبيلين.

## دواعي الاستعمال
أ الحالات الحادة
- متلازمة المقصورة البطنية
- الصدمة الكليلة في البطن
- الصدمة النافذة في البطن
- النزف الرضي وغير الرضي داخل البطن
- أم الدم الأبهرية البطنية المنفتقة
- التهاب الصفاق / العدوى داخل البطن
- التهاب البنكرياس الحاد / النخر البنكرياسي المصحوب بعدوى
- إقفار الأمعاء

ب الحالات المزمنة
- البطن المفتوحة المزمن مع ناسور
- البطن المفتوحة المزمن دون ناسور
- فتق بطني كبير مع ناسور
- فتق بطني كبير دون ناسور
- فشل علاج الفتق البطني مع عين الشبكة

ج علاج وقائي لتجنب الإصابة بمتلازمة المقصورة البطنية
- الالتهاب الصفاقي المفرط نتيجة زرع أعضاء بالبطن
- التهاب صفافي مفرط نتيجة جراحات بالبطن

## موانع الاستعمال
ليس الهدف من استخدام الرقعة أن تكون زرعًا دائمًا

## الطريقة الجراحية
إن المثقب الأساسي الذي استخدمه الطبيب ويتمان يتكون من صفيحتين من نفس الحجم 40 × 20 سم20
- صفيحة عروة ناعمة تغطي الثرب وهي رقيقة على النسيج من الخلف - تواجه العروة الناحية الخارجية
- صفيحة صنارة أكثر متانة توضع أعلى صفيحة العروة - تكون الصنارة للداخل لتضغط على العروة

تتم خياطة صفيحة العروة الناعمة بجانب النسيج الموصل الأيمن باستخدام خيط نيلون #في خياطة عروية مستمرة. تكون المسافة بين الغرز 2 سم و2 سم داخل النسيج الموصل و1 إلى 2 سم داخل المثقب للسماح بالاختراق الجيد بين الغرز. ثم يتم دفع الصفيحة ذات العروات ووجهها للخارج بين الصفاق الجداري والصفاق الحشوي من الجانب الآخر من القطع الذي يغطي محتوى البطن.
ثم تتم خياطة صفيحة الصنارة الأكثر متانة بطريقة مشابهة على النسيح الموصل الأيسر، ثم يتم الضغط على الصنارات برفق داخل العروات في صفيحة العروة.
يتم عمومًا تهذيب أطراف صفيحة العروة لتناسب حجم جرح البطن المفتوح. في حالة ارتفاع ضغط الدم للالتهاب الصفاقي الشديد، فإن كلتا الصفيحتين اللتين تغطيان المساحة المفتوحة وصيفحة الصنارة لا تحتاجان إلى التهذيب لتناسب فتحة الجرح.

## الفوائد الطبية
- يسمح باستخدام رقعة ويتمان في المرضى بزيادة نسبة تأجيل القفل اللفافي الأولي بعد قفل البطن المؤقت عند مقارنته بالقفل وترك فراغ فقط أو استخدام حقيبة بوجوتا.[1]
- إن استخدام رقعة ويتمان مع العلاج البطني المرحلي يخفض معدل الوفيات بنسبة 20% في المرضى الحاصلين على درجة نظام تقييم الصحة المزمنة والفسيولوجيا من الدرجة الثانية (APACHE-II) المكون من 20 صفحة نصية

## معلومات تاريخية
اخترع رقعة ويتمان الطبيب دياتمر ويتمان (Dietmar H. Wittmann), الدكتور في الطب والحاصل على الدكتوراه وكلية الجراحين الأمريكيين عام 1987، أثناء عمله أستاذ جراحة في جامعة هامبورغ بكلية الطب بهامبورغ في ألمانيا. واستمر الطبيب ويتمان في إجراء الأبحاث على رقعة ويتمان كأستاذ جراحة في قسم الجراحة بكلية الطب في ويسكونسن.

## كتابات أخرى
- openabdomen.org
- Wittmann، DH؛ Bergstein، JM؛ Aprahamian، C (1989). "Etappenlavage for diffuse peritonitis". Beitr Anäst Intensivemed. ج. 30: 199–221.
- Wittmann، DH؛ Aprahamian، C؛ Bergstein، JM (1990). "Etappenlavage: advanced diffuse peritonitis managed by planned multiple laparotomies utilizing zippers, slide fastener, and Velcro analogue for temporary abdominal closure". World journal of surgery. ج. 14 ع. 2: 218–26. DOI:10.1007/BF01664876. PMID:2183485.
- Aprahamian، C؛ Wittmann، DH؛ Bergstein، JM؛ Quebbeman، EJ (1990). "Temporary abdominal closure (TAC) for planned relaparotomy (etappenlavage) in trauma". The Journal of trauma. ج. 30 ع. 6: 719–23. DOI:10.1097/00005373-199006000-00011. PMID:2191142.
- Wittmann، DH؛ Aprahamian، C؛ Bergstein، JM؛ Edmiston، CE؛ Frantzides، CT؛ Quebbeman، EJ؛ Condon، RE (1993). "A burr-like device to facilitate temporary abdominal closure in planned multiple laparotomies". The European journal of surgery. ج. 159 ع. 2: 75–9. PMID:8098630.
- Wittman، D. H. (2000). "Staged abdominal repair: Development and current practice of an advanced operative technique for diffuse suppurative peritonitis". European Surgery. ج. 32 ع. 4: 171–8. DOI:10.1007/BF02949258.
- Keramati، M؛ Srivastava، A؛ Sakabu، S؛ Rumbolo، P؛ Smock، M؛ Pollack، J؛ Troop، B (2008). "The Wittmann Patch s a temporary abdominal closure device after decompressive celiotomy for abdominal compartment syndrome following burn". Burns. ج. 34 ع. 4: 493–7. DOI:10.1016/j.burns.2007.06.024. PMID:17949916.
- Boele Van Hensbroek، P؛ Wind، J؛ Dijkgraaf، MG؛ Busch، OR؛ Carel Goslings، J (2009). "Temporary closure of the open abdomen: a systematic review on delayed primary fascial closure in patients with an open abdomen". World journal of surgery. ج. 33 ع. 2: 199–207. DOI:10.1007/s00268-008-9867-3. PMID:19089494.